# 屯城古建筑群
屯城古建筑群，位于山西省晋城市阳城县润城镇屯城村，古村的面积很大，村内保存有从金代直至民国初年各个历史阶段的50多座古民居，尤以明清为主。居民聚族而居，郑府、张府和陈府建筑群规模宏大，雕刻非常精美，占据村内显著位置，形成“郑半街，张半道，陈一角”的格局。公共建筑除建于金代的屯城东岳庙，元代的兵窑，明清有文昌阁、二郎庙、古寨、官庙、张公阁及郑家祠堂等。
2021年8月4日，屯城古建筑群公布为第六批山西省文物保护单位。